# Ivana Jorović
Ivana Jorović (serbisch-kyrillisch Ивана Јоровић; * 3. Mai 1997 in Čačak) ist eine serbische Tennisspielerin.

## Karriere
Jorović begann im Alter von sieben Jahren mit dem Tennisspielen, ihr bevorzugter Belag ist der Hartplatz. Sie spielt überwiegend Turniere auf dem ITF Women’s Circuit, bei denen sie bereits 13 Einzel- und zwei Doppeltitel gewinnen konnte.
Bei Grand-Slam-Turnieren trat sie zu mehreren Qualifikationen an und konnte sich erstmals 2018 bei den Australian Open für ein Hauptfeld qualifizieren. In Wimbledon erreichte sie 2019 die zweite Runde. Hier verlor sie knapp in drei Sätzen gegen Alison Riske.
Seit 2015 spielt Jorović für die serbische Fed-Cup-Mannschaft, für die sie in 14 Begegnungen 13 Siege beisteuern konnte, davon neun im Einzel und vier im Doppel.

## Turniersiege

### Einzel
| Nr. | Datum             | Turnier             | Kategorie    | Belag             | Finalgegnerin             | Ergebnis       |
| --- | ----------------- | ------------------- | ------------ | ----------------- | ------------------------- | -------------- |
| 1.  | 6. Oktober 2012   | Scharm asch-Schaich | ITF $10.000  | Hartplatz         | Jasmin Steinherr          | 6:4, 6:2       |
| 2.  | 23. Juni 2013     | Niš                 | ITF $10.000  | Sand              | Doroteja Erić             | 6:4, 4:6, 6:3  |
| 3.  | 10. November 2013 | Scharm asch-Schaich | ITF $10.000  | Hartplatz         | Janina Toljan             | 6:0, 6:2       |
| 4.  | 17. November 2013 | Scharm asch-Schaich | ITF $10.000  | Hartplatz         | Arabela Fernández Rabener | 6:2, 6:4       |
| 5.  | 22. November 2014 | Neu-Delhi           | ITF $50.000  | Hartplatz         | Barbara Haas              | 6:2, 6:2       |
| 6.  | 31. Oktober 2015  | Istanbul            | ITF $25.000  | Hartplatz (Halle) | Jana Fett                 | 6:3, 7:5       |
| 7.  | 22. November 2015 | Opole               | ITF $25.000  | Teppich (Halle)   | Mihaela Buzărnescu        | 6:2, 6:2       |
| 8.  | 19. Dezember 2015 | Ankara              | ITF $50.000  | Hartplatz (Halle) | Çağla Büyükakçay          | 7:63, 3:6, 6:2 |
| 9.  | 2. April 2016     | Croissy-Beaubourg   | ITF $50.000  | Hartplatz (Halle) | Pauline Parmentier        | 6:1, 4:6, 6:4  |
| 10. | 24. Dezember 2016 | Ankara              | ITF $50.000  | Hartplatz (Halle) | Witalija Djatschenko      | 6:4, 7:5       |
| 11. | 15. April 2018    | Óbidos              | ITF $25.000  | Teppich           | Miriam Kolodziejová       | 6:1, 6:2       |
| 12. | 11. November 2018 | Shenzhen            | ITF $100.000 | Hartplatz         | Zheng Saisai              | 6:3, 2:6, 6:4  |
| 13. | 3. März 2019      | Osaka               | ITF $25.000  | Hartplatz         | Lu Jiajing                | 6:3, 5:7, 6:2  |

### Doppel
| Nr. | Datum            | Turnier        | Kategorie   | Belag             | Partnerin        | Finalgegnerinnen                      | Ergebnis |
| --- | ---------------- | -------------- | ----------- | ----------------- | ---------------- | ------------------------------------- | -------- |
| 1.  | 16. August 2015  | Landisville    | ITF $25.000 | Hartplatz         | Jessica Moore    | Brynn Boren Nadja Gilchrist           | 6:1, 6:3 |
| 2.  | 23. Oktober 2016 | Joué-lès-Tours | ITF $50.000 | Hartplatz (Halle) | Lesley Kerkhove  | Alexandra Cadanțu Jekaterina Jaschina | 6:3, 7:5 |
| 3.  | 17. Juli 2022    | Liepāja        | ITF W60     | Sand              | Dalila Jakupović | Emily Appleton Prarthana Thombare     | 6:4, 6:3 |

## Abschneiden bei Grand-Slam-Turnieren

### Einzel
| Turnier         | 2016 | 2017 | 2018 | 2019 | 2020  | 2021 | Karriere |
| --------------- | ---- | ---- | ---- | ---- | ----- | ---- | -------- |
| Australian Open | Q3   | Q1   | 1    | Q3   | —     | —    | 1        |
| French Open     | Q3   | Q1   | —    | 1    | Q3    | 1    | 1        |
| Wimbledon       | Q1   | Q1   | Q1   | 2    | n. a. | —    | 2        |
| US Open         | Q2   | Q1   | —    | 1    | —     |      | 1        |

Zeichenerklärung: S = Turniersieg; F, HF, VF, AF = Einzug ins Finale / Halbfinale / Viertelfinale / Achtelfinale; 1, 2, 3 = Ausscheiden in der 1. / 2. / 3. Hauptrunde; Q1, Q2, Q3 = Ausscheiden in der 1. / 2. / 3. Runde der Qualifikation; n. a. = nicht ausgetragen